# Psychrolutes
Genre
Psychrolutes est un genre de poissons téléostéens abyssaux, de la famille des Psychrolutidae.

## Liste des espèces
Selon World Register of Marine Species (20 février 2015) :
- Psychrolutes inermis (Vaillant, 1888)
- Psychrolutes macrocephalus (Gilchrist, 1904)
- Psychrolutes marcidus (McCulloch, 1926)
- Psychrolutes marmoratus (Gill, 1889)
- Psychrolutes microporos Nelson, 1995
- Psychrolutes occidentalis Fricke, 1990
- Psychrolutes paradoxus Günther, 1861
- Psychrolutes phrictus Stein & Bond, 1978
- Psychrolutes sigalutes (Jordan & Starks, 1895)
- Psychrolutes sio Nelson, 1980
- Psychrolutes subspinosus (Jensen, 1902)

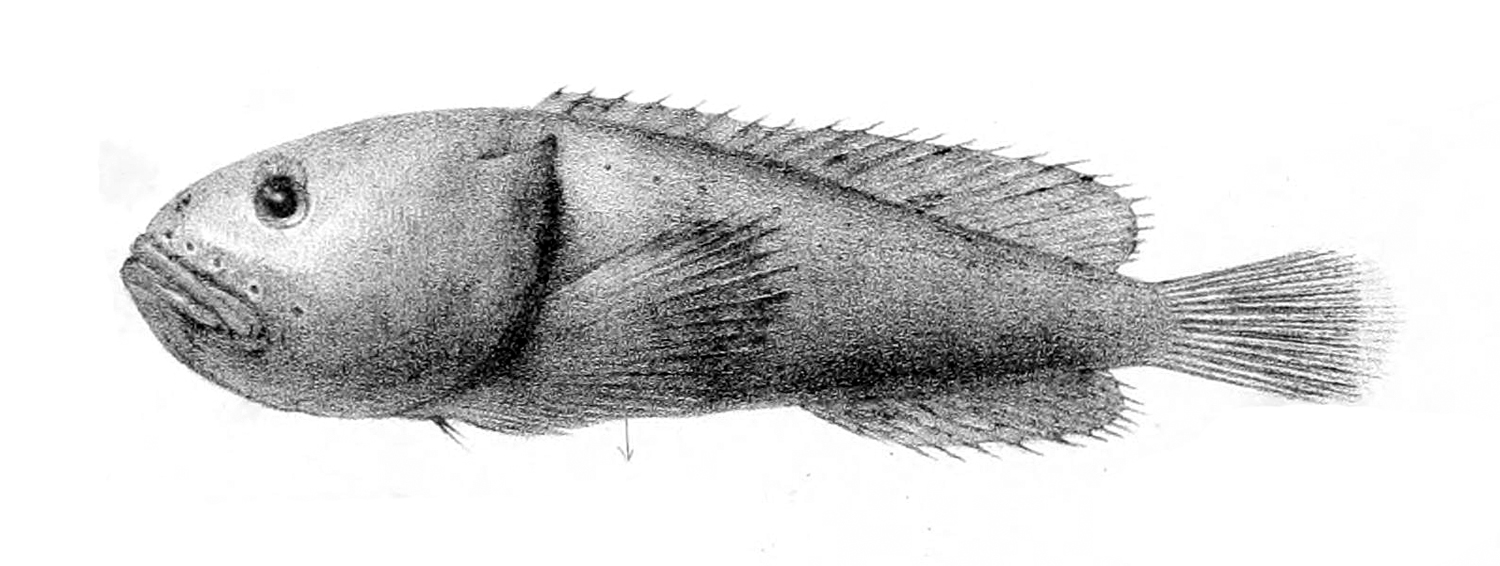
Psychrolutes inermis
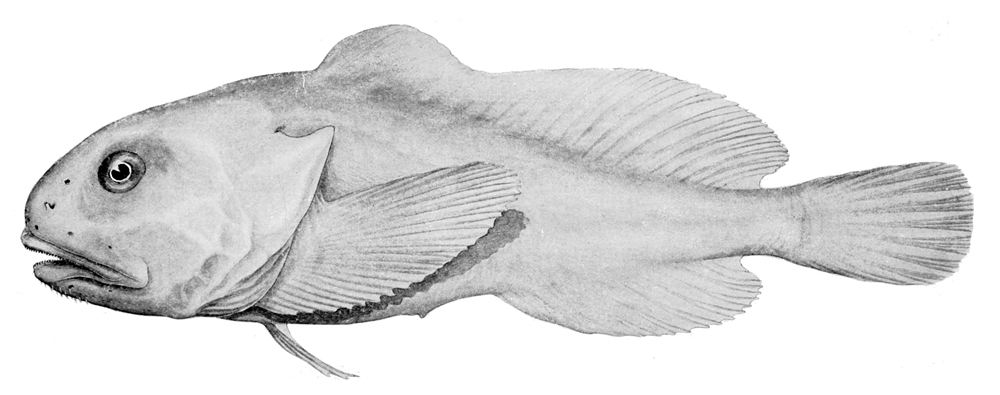
Psychrolutes marcidus
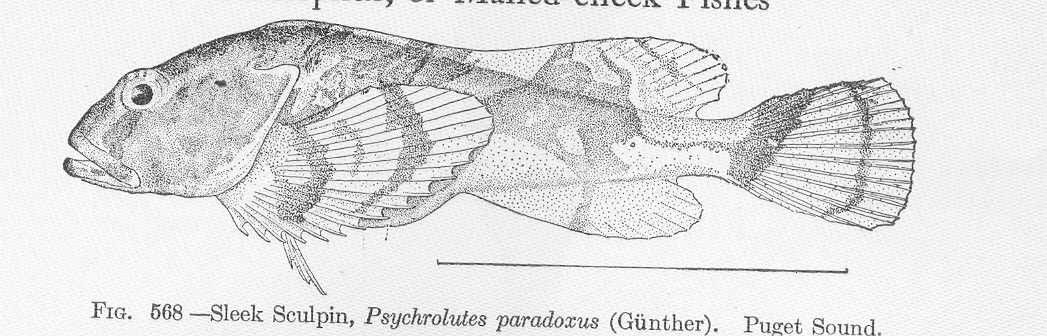
Psychrolutes paradoxus
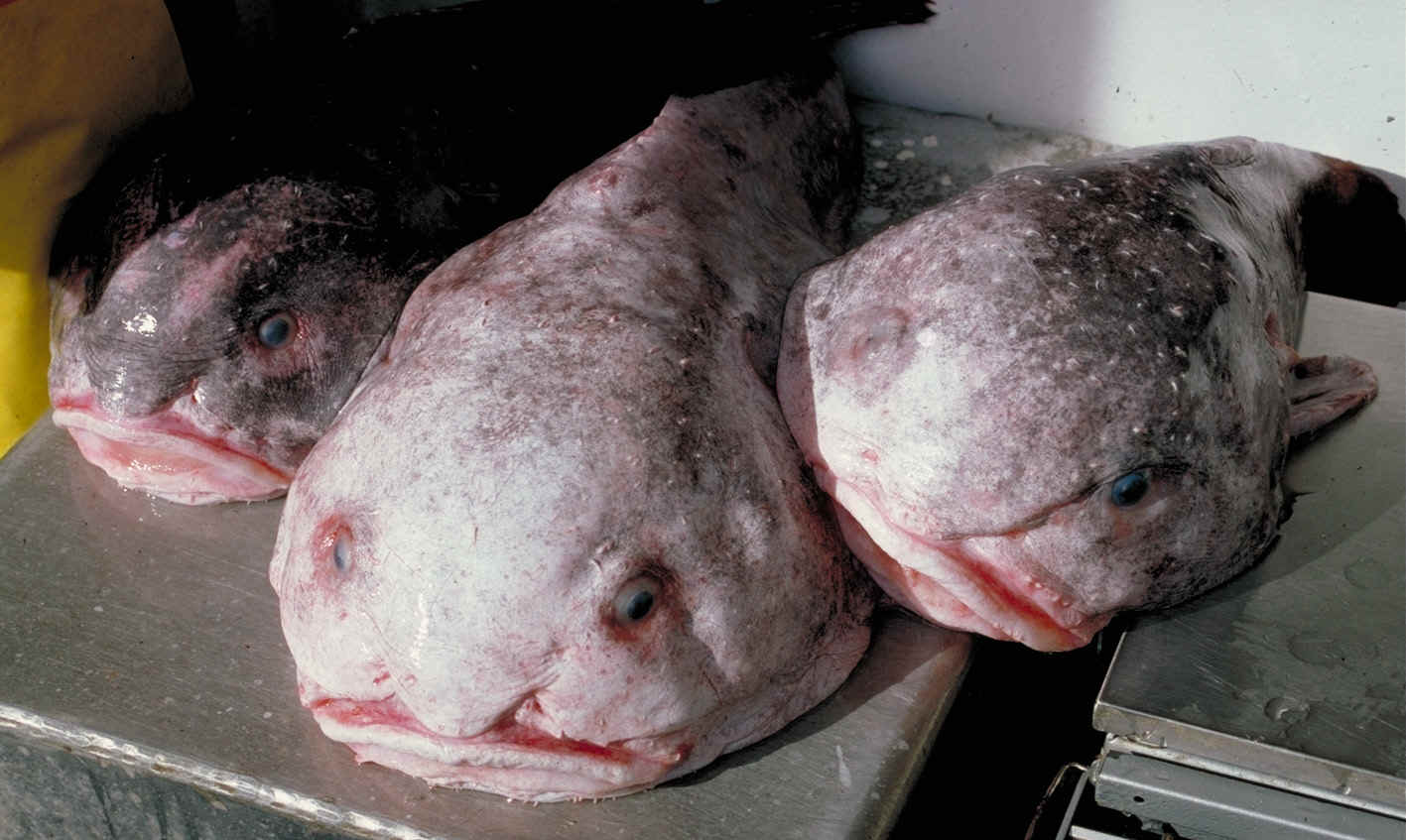
Psychrolutes phrictus
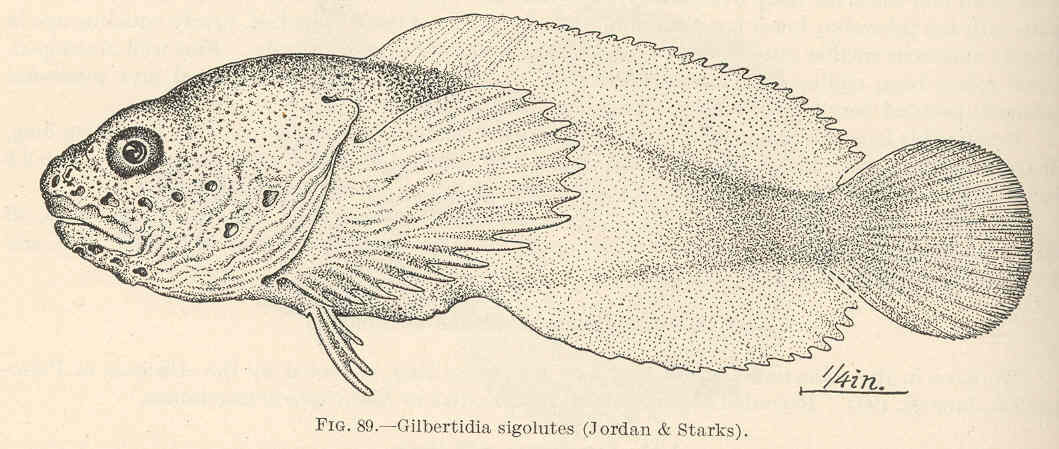
Psychrolutes sigolutes

## Buzz sur internet
Certaines espèces de ce genre (comme Psychrolutes marcidus ou Psychrolutes phrictus), sont connues du grand public pour certaines photos cocasses voire répugnantes qui ont créé le buzz sur internet (souvent sous le nom de « blobfish »), qui les ont valu le surnom d'« animaux les plus laids du monde ». Leur peau épaisse et molle en est la cause, ainsi que l'énorme différentiel de pression que subissent ces animaux quand on les remonte brutalement des milliers de mètres de profondeur où ils vivent : dans leur environnement, leur aspect est beaucoup moins comique. Inversement, n'importe quel animal terrestre soumis à un traitement aussi brutal en termes de pression et de gravité aurait lui aussi de fortes chances de gagner un aspect comique, y compris les humains.